# Гражданство Словении
Гражданство Словении — устойчивая правовая связь лица со Словенией, выражающаяся в совокупности их взаимных прав и обязанностей.
Словенский Закон о гражданстве базируется прежде всего на принципе Jus sanguinis, то есть происхождение от словенского родителя является основой для приобретения словенского гражданства. При этом место рождения имеет значение для определения того, приобретает ли ребёнок гражданство словенских родителей.
Словения стала независимой от Югославии 25 июня 1991 года, после чего были сделаны переходные положения для приобретения словенского гражданства некоторыми бывшими югославскими гражданами.
В Словении допускается двойное гражданство, за исключением случаев, когда лица, приобретают гражданство Словении по натурализации — в этом случае они обычно обязаны отказываться от любого иностранного гражданства, которое они имеют.

## Переходные положения 1991 года
До обретения независимости в 1991 году словенцы были гражданами Югославии. Однако в пределах Югославии также существовало внутреннее «гражданство Республики Словения», и при независимости любой гражданин Югославии, который владел этим внутренним «словенским гражданством», автоматически становился словенским гражданином.
Некоторым другим бывшим югославским гражданам было разрешено приобретать гражданство Словении в переходных положениях:
- Гражданин Югославии, связанный с другой республикой, который проживал в Словении 23 декабря 1990 года и оставался жителем Словении до вступления в силу Закона о гражданстве Словении вместе с детьми этого лица в возрасте до 18 лет.
- Лицо в возрасте от 18 до 23 лет, родившееся в Словении, с родителями, которые первоначально имели гражданство Словении в Югославии, но перешли на гражданство другой югославской республики.

## Гражданство по рождению и усыновлению
Ребёнок, родившийся в Словении, является гражданином Словении, если один из родителей является словенским гражданином.
Если ребёнок родился за пределами Словении, то он будет словенцем, если:
- Оба родителя — граждане Словении; или
- Один из родителей — словенец, а другой — без гражданства; или
- У ребёнка нет другого гражданства.

Человек, родившийся за пределами Словении, с одним словенским родителем, который не является словенцем, автоматически может приобрести словенское гражданство через:
- Заявление о регистрации в качестве словенского гражданина, сделанное в любое время до 36 лет; или
- Занимая постоянное место жительства в Словении до 18 лет.

Детям, усыновлённым словенскими гражданами, может быть предоставлено словенское гражданство.

## Гражданство по натурализации
Лицо может приобрести гражданство Словении путем натурализации при соблюдении следующих условий:
- В общей сложности 10 лет проживания в Словении, в том числе 5 лет постоянного проживания до подачи заявления,
- Отказ от иностранного гражданства (или предоставление доказательств, что оно будет автоматически утрачено),
- Знание словенского языка,
- Возраст не менее 18 лет,
- Постоянная работа в Словении, с тем чтобы не требовать выплаты по социальному обеспечению.

Также существует программа получения вида на жительство в Словении для инвесторов, регистрирующих на территории страны свои представительства.

## Свобода передвижения граждан Словении
Требования к визе для словенских граждан являются административными ограничениями на въезд, установленными властями других государств. В 2017 году словенцы имели безвизовый доступ или визы по прибытии в 165 странах и территориях, а словенский паспорт занимал 12-е место в мире в соответствии с индексом визовых ограничений.

## Гражданство Европейского союза
Словенские граждане также являются гражданами Европейского Союза и, таким образом, пользуются правом свободного передвижения и имеют право голосовать на выборах в Европейский парламент.

## Известные люди, поменявшие гражданство на словенское
- Мерлин Отти (род. 1960) — ямайская легкоатлетка-спринтер, девятикратный призёр Олимпийских игр, шестикратная чемпионка мира — в 2002 году[4].